# عش ودعهم يموتون
عش ودعهم يموتون (بالإنجليزية: Live and Let Die)‏ هو فيلم حركة تم إنتاجه في بريطانيا سنة 1973 . الفيلم من إخراج غاي هاملتن ، وهذا الفيلم من بطولة روجر مور.

## قصة الفيلم
قصته تدور حول السحر الأسود الذي يمارسه أحد روساء الدول في العالم الثالث والذي يكون مراقبا من قبل المخابرات الأمريكية حيث تطلب المساعدة من العميل السري جيمس بوند...

## الميزانية والإيرادات
بلغت تكلفة إنتاج الفيلم حوالي 7 ملايين دولار بينما حقق أرباحا تقدر بـ 126.4 مليون دولار.

## روابط خارجية
- عش ودعهم يموتون على موقع IMDb (الإنجليزية)
- عش ودعهم يموتون على موقع ميتاكريتيك (الإنجليزية)
- عش ودعهم يموتون على موقع روتن توميتوز (الإنجليزية)
- عش ودعهم يموتون على موقع قاعدة بيانات الأفلام العربية
- عش ودعهم يموتون على موقع ألو سيني (الفرنسية)
- عش ودعهم يموتون على موقع Turner Classic Movies (الإنجليزية)
- عش ودعهم يموتون على موقع أول موفي (الإنجليزية)
- عش ودعهم يموتون على موقع بوكس أوفيس موجو (الإنجليزية)
- عش ودعهم يموتون على موقع فيلمافينيتي (الإسبانية)
- عش ودعهم يموتون على موقع قاعدة بيانات الأفلام السويدية (السويدية)